# 石山東吉
石山 東吉（いしやま とうきち、男性、1957年9月23日 - ）は、日本の漫画家。大分県大分市出身。血液型はO型。愛称はトキちゃん、トキさん、トンちゃん。左目の傷がトレードマーク。

## 経歴
大分県立芸術緑丘高等学校、大阪芸術大学卒。若い頃から不良少年として地元で有名であった。大学在学時はボクシング部に所属。卒業後、大阪でどおくまんのアシスタントをしていたが、人手が足りているとのことで上京し、車田正美のプロダクションの「神輪会」でチーフアシスタントを務める。1986年、『週刊少年チャンピオン』（秋田書店）にて「闘神サイト」でデビューした。
石山の作風と絵柄は、代表作の『チキン・クラブ』や『男旗』を始めとして師匠である車田の影響が強く表れているのも大きな特徴である。
現在はパチスロ漫画を中心に活動している。

## 作品リスト
- 闘神サイト（全2巻、週刊少年チャンピオン、1986年、秋田書店）
- チキン・クラブ-CHICKEN CLUB-（全11巻、月刊少年チャンピオン、1987年 - 1990年、秋田書店）
- MAPマッピィ（全6巻、週刊少年チャンピオン、1988年 - 1989年、秋田書店）
- 男旗（だんき）[2]（全18巻、週刊少年チャンピオン、1990年 - 1993年、秋田書店）
- CHICKEN CLUBII-覇王の森-（全6巻、週刊少年チャンピオン、1993年 - 1994年、秋田書店）
- からじしぼたん（全5巻、週刊少年チャンピオン、1995年 - 1996年、秋田書店）
- ジャンジャンバリバリ（全7巻、週刊少年チャンピオン、1997年 - 1998年、秋田書店）
- RUMBLE EYES（全1巻、1999年、綜合図書）
- 実戦パチスロオレ主義（多数、2002年 - 、 日本文芸社）
- カマキリン（全1巻、リイドコミック、2002年、リイド社）
- トキちゃん 海ちゃんの パチスロ攻略隊（2002年、雄出版）
- トキちゃんの パチスロ万枚倶楽部（多数、2003年 - 、竹書房）
- 実戦パチスロ猛獣王S裏テク攻略（2003年、平和出版）
- ガチスロ!!（2003年、三和出版）
- 石山東吉の 爆裂パチスロ万枚スペシャル（2003年日本文芸社）
- 実戦攻略! ガチンコ裏テク13時間（2003年、平和出版）
- CR新海物語+天才バカボン2（3巻、2003年、竹書房）
- トキちゃんの スロット実戦速報!（2003年、雄出版）
- 石山東吉の ガチンコ!裏テク13時間（2005年、平和出版）
- 石山東吉の アラジン2エボリューション炎の激ワザ攻略!!（2003年日本文芸社）
- パチスロ北斗の拳SE・秘宝伝VS石山東吉（2006年、三和出版）
- 不良まんが道～男・石山東吉が漫画家になった理由～（「不良マンガ大解剖」収録、三栄書房）

## 師匠
- 車田正美
- どおくまん

## アシスタント
- 哲弘
- 瀬口たかひろ
- 古谷野孝雄